# アスモデウス

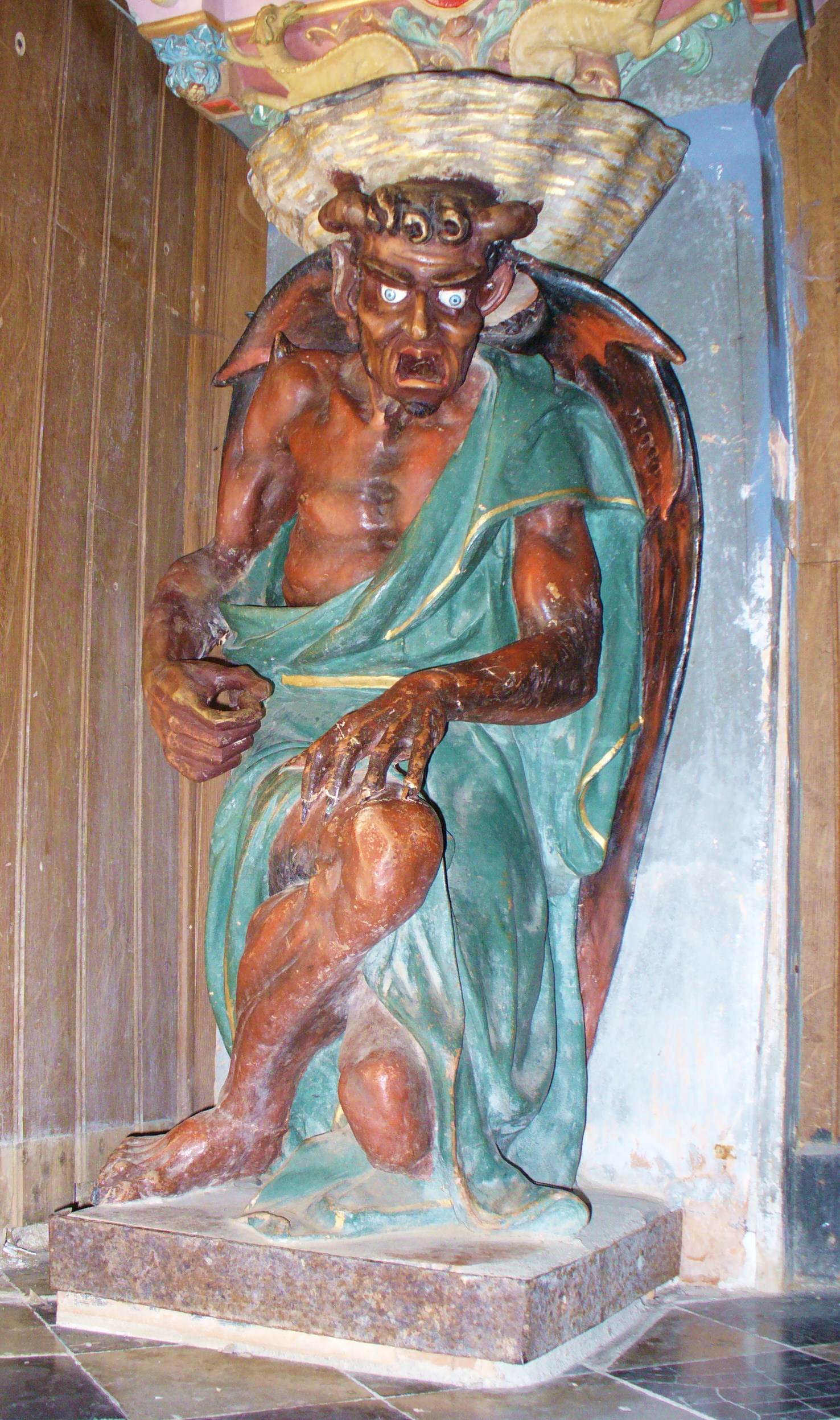
レンヌ＝ル＝シャトー(Rennes-le-Château)のアスモダイの像

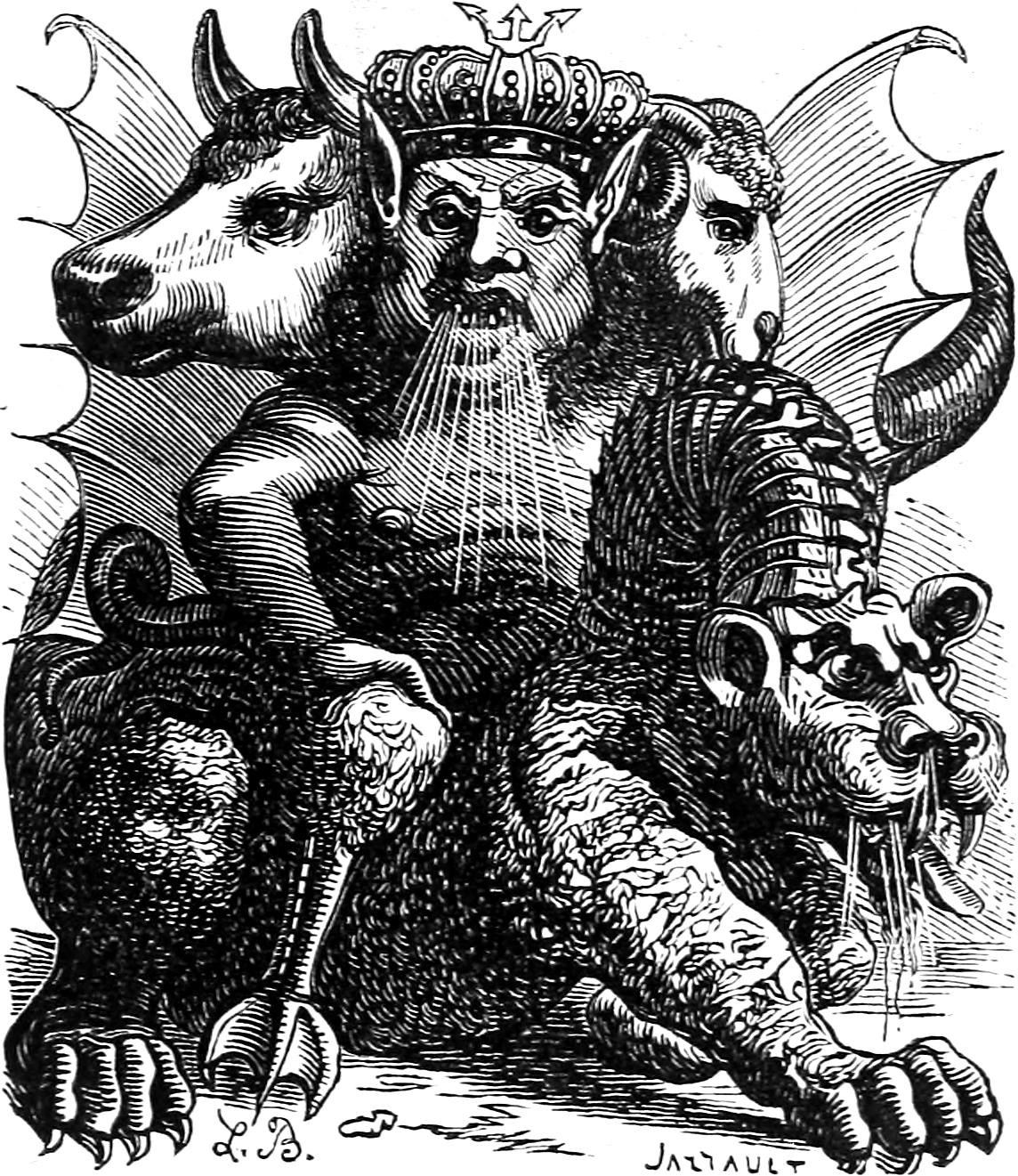
『地獄の辞典』、アスモデ(Asmodée)の挿絵

アスモデウス（Asmodeus）は、ユダヤ教とキリスト教の悪魔のひとり。旧約聖書外典の『トビト記』などに登場する。

## 解説
アスモデウスはラテン語形で、『トビト記』ではギリシア語形アスモダイオス（Ἀσμοδαῖος）の名で表れる。またヘブライ語形アシュメダイ（אַשְׁמְדַאי [’Ašməḏa’y]）に由来するアスモダイ（Asmodai, Asmoday）とも呼ばれる。またグリモワールの中にはフランス語形アスモデ（Asmodée）の表記もみられる。
語源はゾロアスター教の悪魔アエーシュマで、その呼び名アエーシュモー・ダエーワ（怒れる悪魔 *aēšmō.daēva-）がギリシア語やヘブライ語にはいり、それぞれアスモダイオス、アシュメダイ等になったという説が有力である。アエーシュモー・ダエーワという語形は残存しているアヴェスター語文献には確認できないが、そもそも現在残っている文献の数は非常に少なく、またアヴェスター語文献を翻訳したと思われるパフラヴィー語文献にはヘーシュム・デーウ（Xēšm Dēw）という語形が見られる（この語から派生したという説もある）。『トビト記』全体がイランの大きな影響下にあることも、この説を補強している。
また、ヘブライ語で「滅ぼす、破壊する」を意味する語根√שםד [√ŠMD]に由来するという説もあるが、民間語源説のようである。

## 『トビト記』のアスモデウス

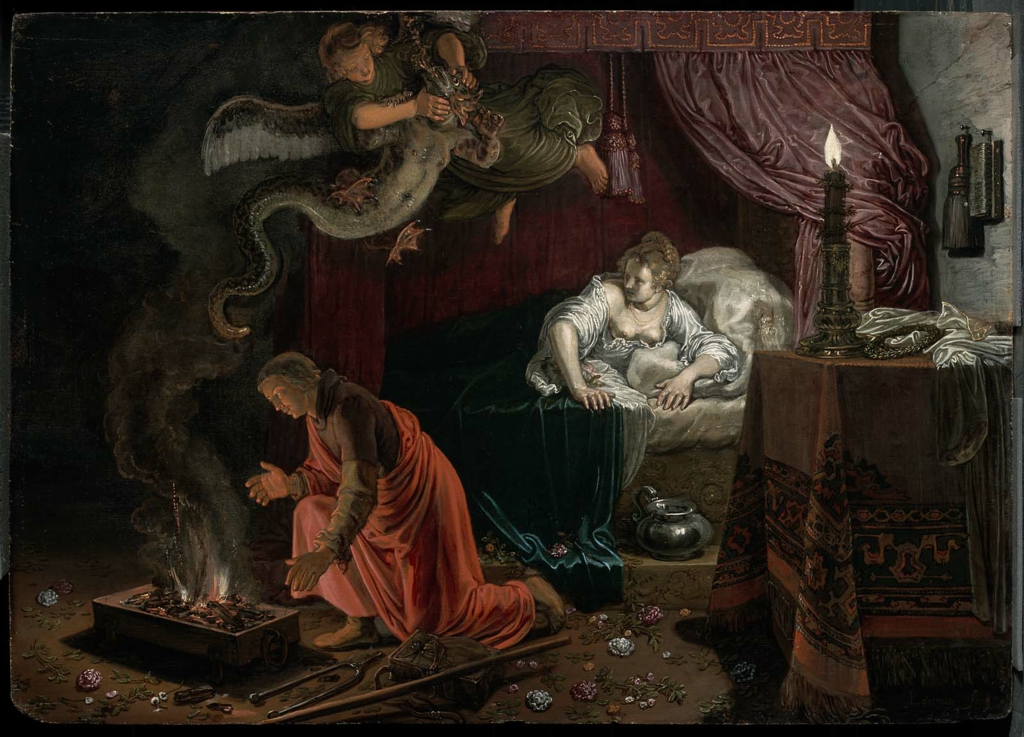
"Wedding Night of Tobias and Sarah", ピーテル・ラストマン(1611)

『トビト記』に書かれた物語によれば昔々、アスモデウスはサラという美しい娘に取り憑き、サラが結婚するたびに初夜に夫を絞め殺した。そんなことが7度も起きたため、サラは悪魔憑きと呼ばれるようになった。
そんなある日、トビアとアザリアという二人の若者が街を訪れた。アザリアはトビアに「サラと結婚しろ」というが、トビアは「自分は一人っ子だ」と言って一旦は断る。しかしアザリアに「魚の内臓を香炉に入れておけば大丈夫だ」と言われ、いやいやながら結婚を承諾した。
結婚の初夜、トビアがサラの部屋でアザリアに言われた通りに香炉を焚いたところ、アスモデウスは部屋から逃げ出し、そのあとをアザリアが追いかけた。アザリアの正体は大天使ラファエルであり、天使の姿を現した彼は首尾よくアスモデウスを捕らえ、エジプトの奥地に幽閉したという。ちなみにアスモデウスはサラ自身には手を出さなかったという。

## 悪魔憑き事件でのアスモデウス
ルーダンの悪魔憑き事件(Loudun possessions)で、アスモデウスは修道院長ジャンヌ・デ・ザンジュ(Jeanne des Anges)に取り憑いた。悪魔払いを受けたアスモデウスは、明日の午後五時にデ・ザンジュの身体から出ていくという契約書を残したとされる。

## グリモワールにおけるアスモデウス

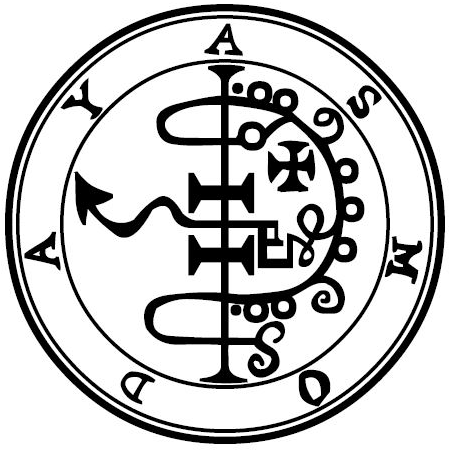
『ゴエティア』に記されたアスモダイ(Asmoday)のシジル

悪魔学によると、彼は元が激怒と情欲の魔神のためか、キリスト教の七つの大罪では色欲を司る。悪魔になる前は智天使だったとされる。
グリモワールのひとつ『ゴエティア』では悪霊の72人の頭目の一人に挙げられている。アマイモン配下の東方の悪魔の首座で、72の軍団を率いる序列32番の大いなる王とされる。
姿かたちは牛・人・羊の頭とガチョウの足、毒蛇の尻尾を持ち、手には軍旗と槍を持って地獄の竜に跨り、口から火を噴くという。
姿を見ても恐れずに敬意を払って丁寧に応対すれば非常に喜び、指輪やガチョウの肉をくれたり、幾何学や天文学などの秘術を教えてくれるという。
『術士アブラメリンの聖なる魔術の書』によると、ラビの一部は、アスモデウスはカインの子孫であるトバルカインとその妹ナアマの近親相姦によって生まれたと考えた。

## 文学作品でのアスモデウス

### 『跛の悪魔』
1641年、スペインの劇作家で小説家であるベレス・デ・ゲバラ(Vélez de Guevara)の風刺小説『跛の悪魔(El diablo cojuelo)』の悪魔アスモデは、悪戯心と風刺の天才として描かれた。

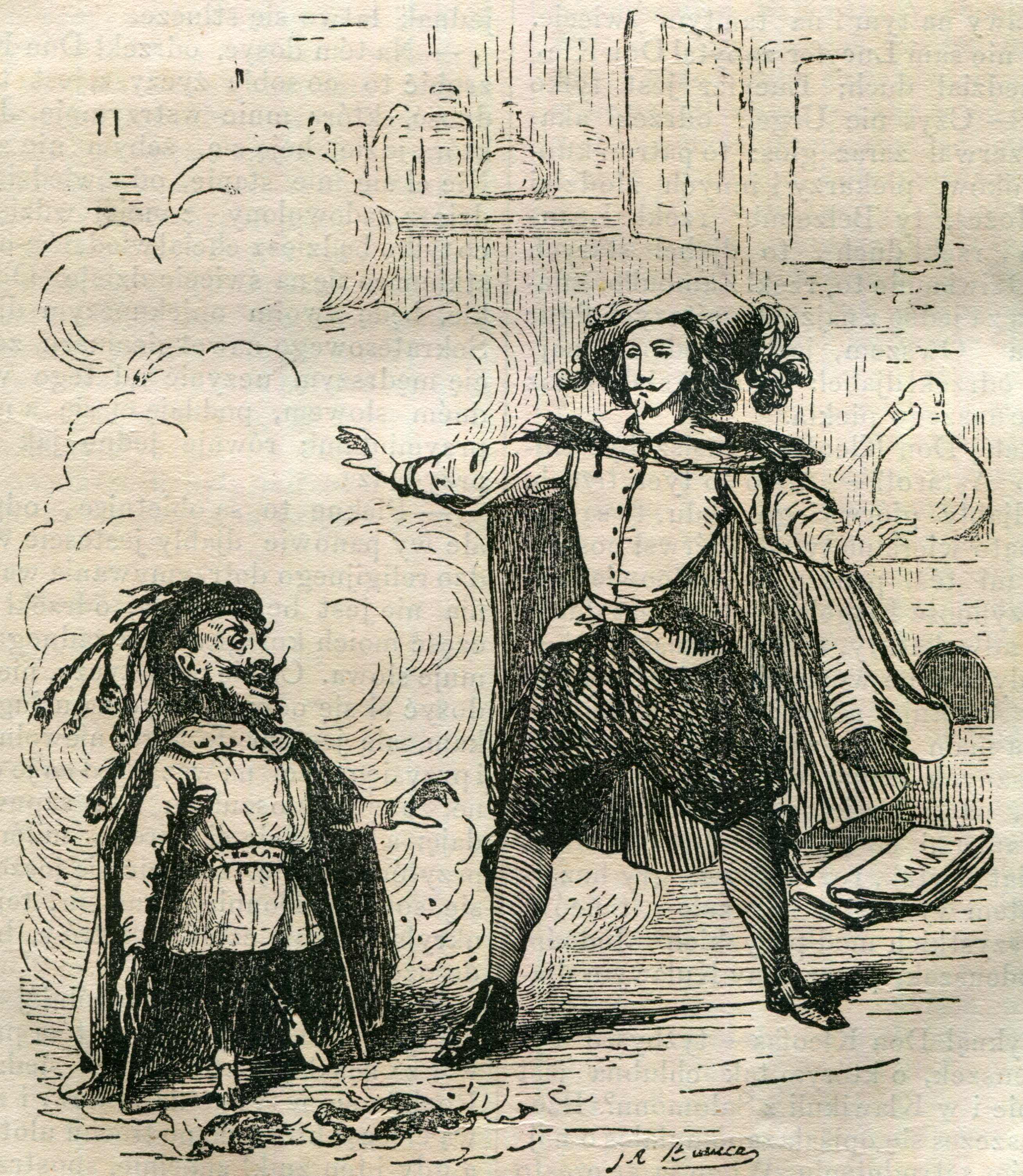
ルサージュ『跛の悪魔(Le diable boiteux)』の挿絵。解放されたアスモデ(左)とドン・クレオファス(右)

1707年、フランスの作家アラン＝ルネ・ルサージュはゲバラの小説に着想を得て、『跛の悪魔(Le diable boiteux)』を書いた。マドリッドの学生ドン・クレオファスは、ある夜、悪魔アスモデを解放する。解放の礼として、アスモデはドン・クレオファスをマドリッドの街へと連れ出し、数々の奇譚を見せる。『跛の悪魔』のアスモデは山羊の脚を持つ醜い姿を持つ。また愛と欲望の悪魔であり、詩人たちより神クピードーと呼ばれていると述べる。

### 劇
ルサージュは無言劇にもアスモデを出演させている。サン・ローランの定期市で1713年に初演された無言劇『目に見えないアルルカン』(Arlequin invisible, 一幕劇)は『跛の悪魔』の続編でもある。この劇でのアスモデはアルルカンに尽くす存在であり、アルルカンの頼みを受け帽子に羽根を付けることで彼を透明にする魔術を使う。羽根つき帽子の着脱により可視化と不可視化を切り替えられるようになったアルルカンが、北京の王宮を自由自在に行動する。
1938年、フランソワ・モーリアックは戯曲『アスモデ』を書いている。

### 挿絵本でのアスモデ

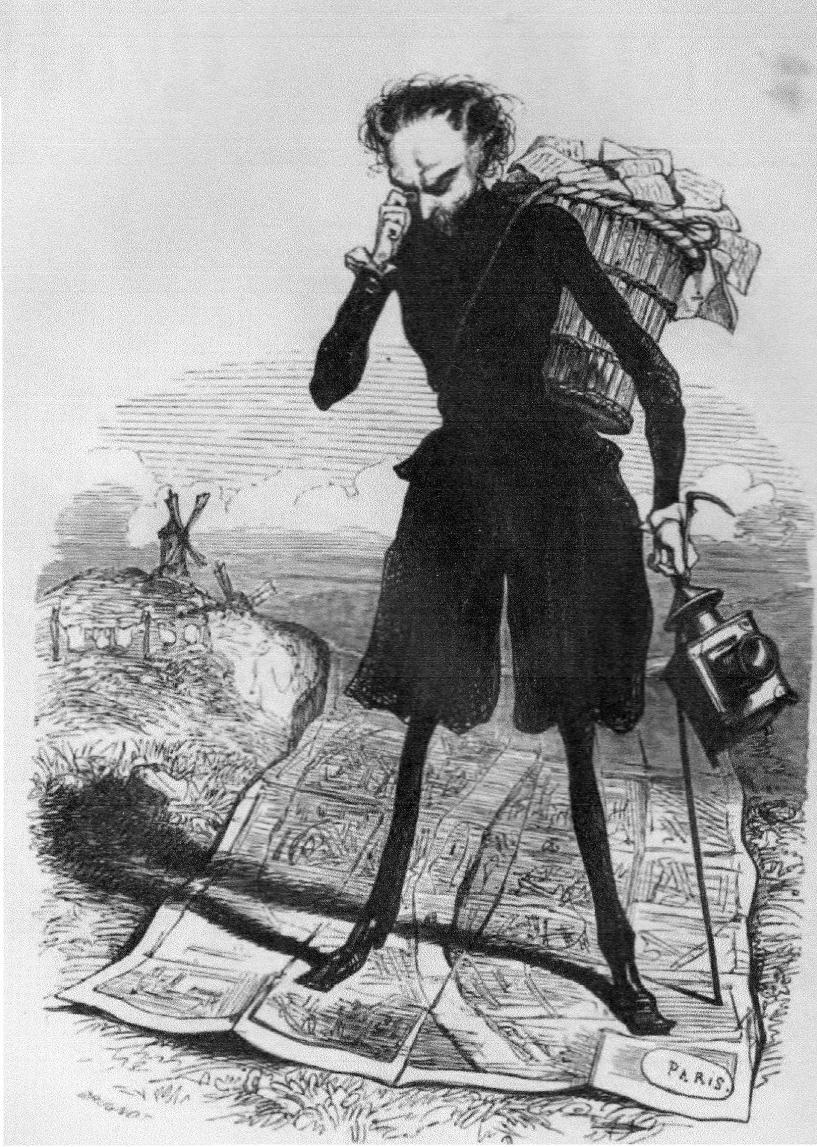
J・J・グランヴィル画『パリの悪魔』第1巻の扉絵(1845年)。パリの地図を睥睨するアスモデ。

『跛の悪魔』で家々の屋根を剥がして覗き込むアスモデの姿は印象的で、以後、都市探訪記事にアスモデが頻出するようになる。19世紀に流行した挿絵本では、『パリ、１０１人の書』第1巻にはアスモデの口上が掲載されており、1845年刊行の『パリの悪魔』でも開巻すぐに大きな籠を背負いパリを睥睨するアスモデの姿を見ることができる。

## ギャラリー

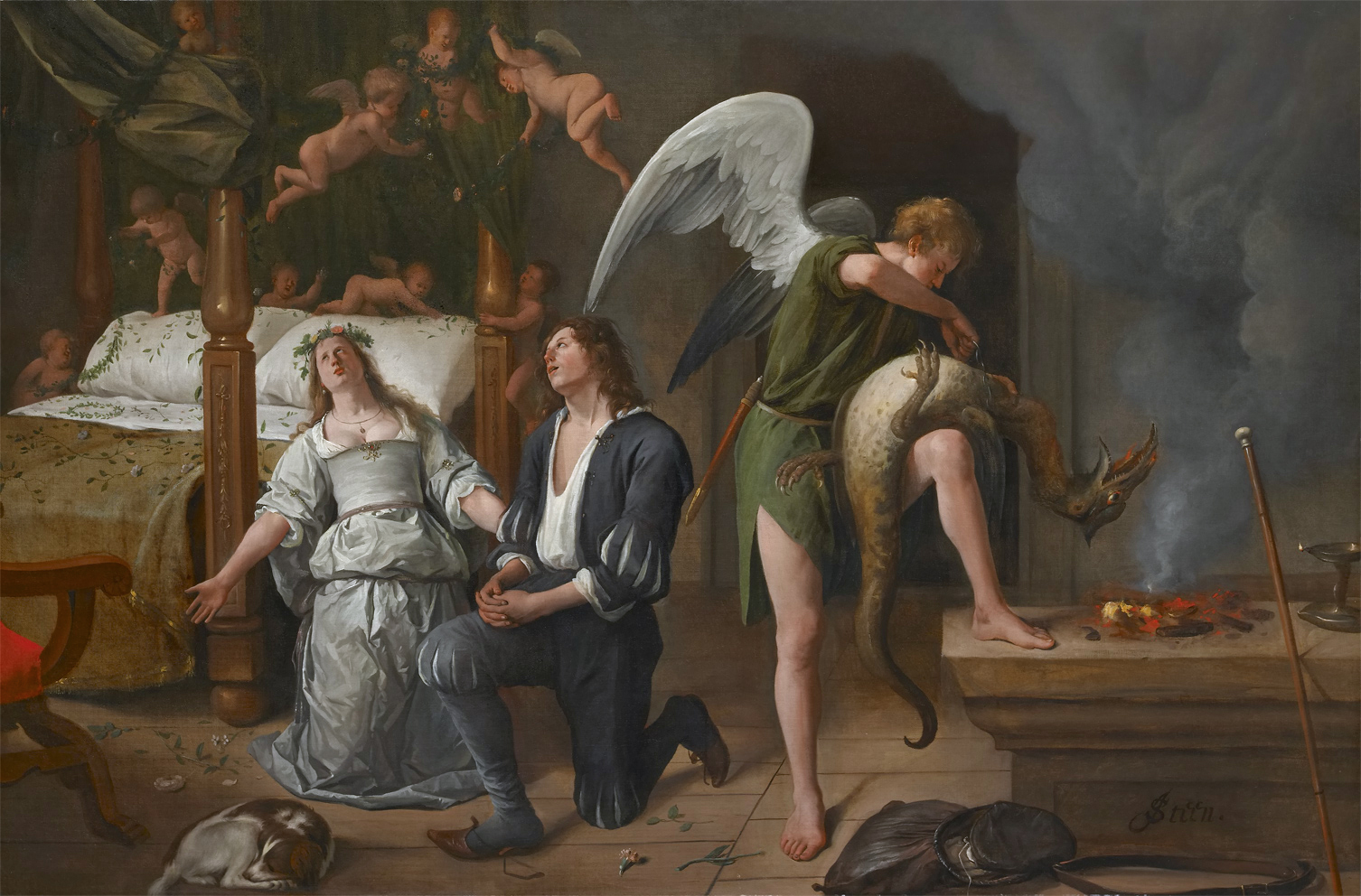
"The Marriage bed of Tobias and Sarah", ヤン・ステーン(1660年頃)
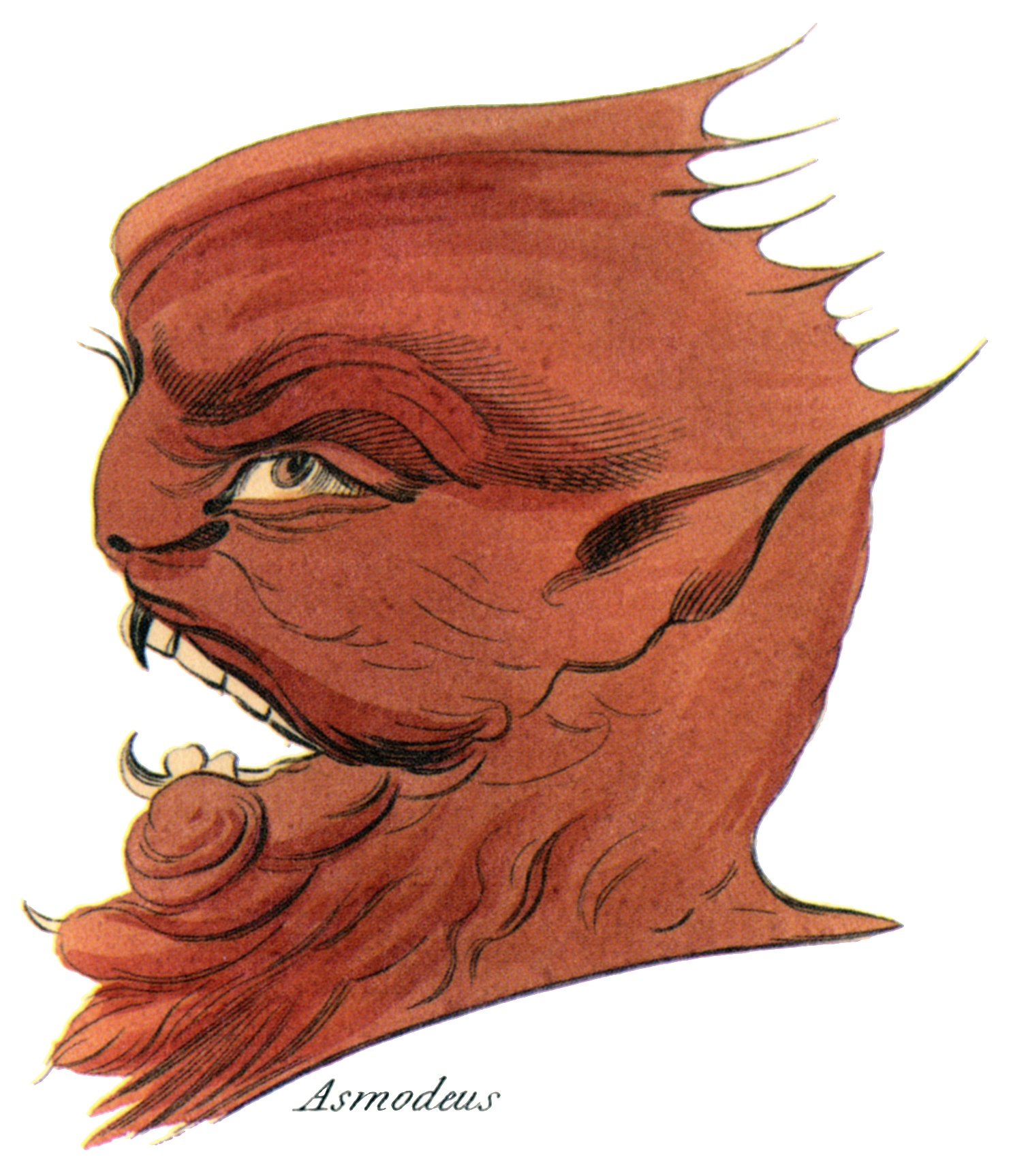
フランシス・バレット著『メイガス(The Magus)』(1801)のアスモデウス
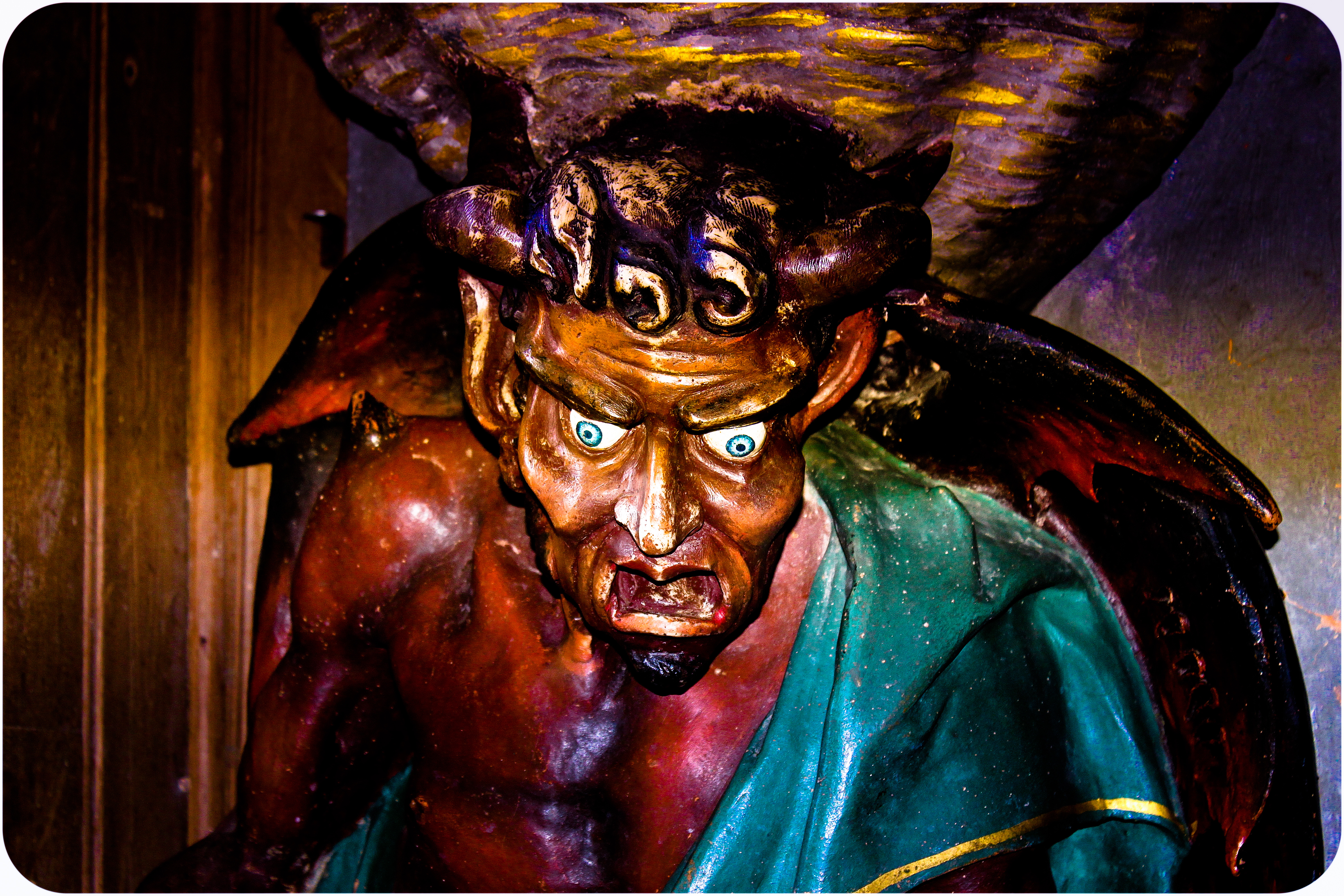
レンヌ＝ル＝シャトー（Rennes-le-Château）のアスモダイ像
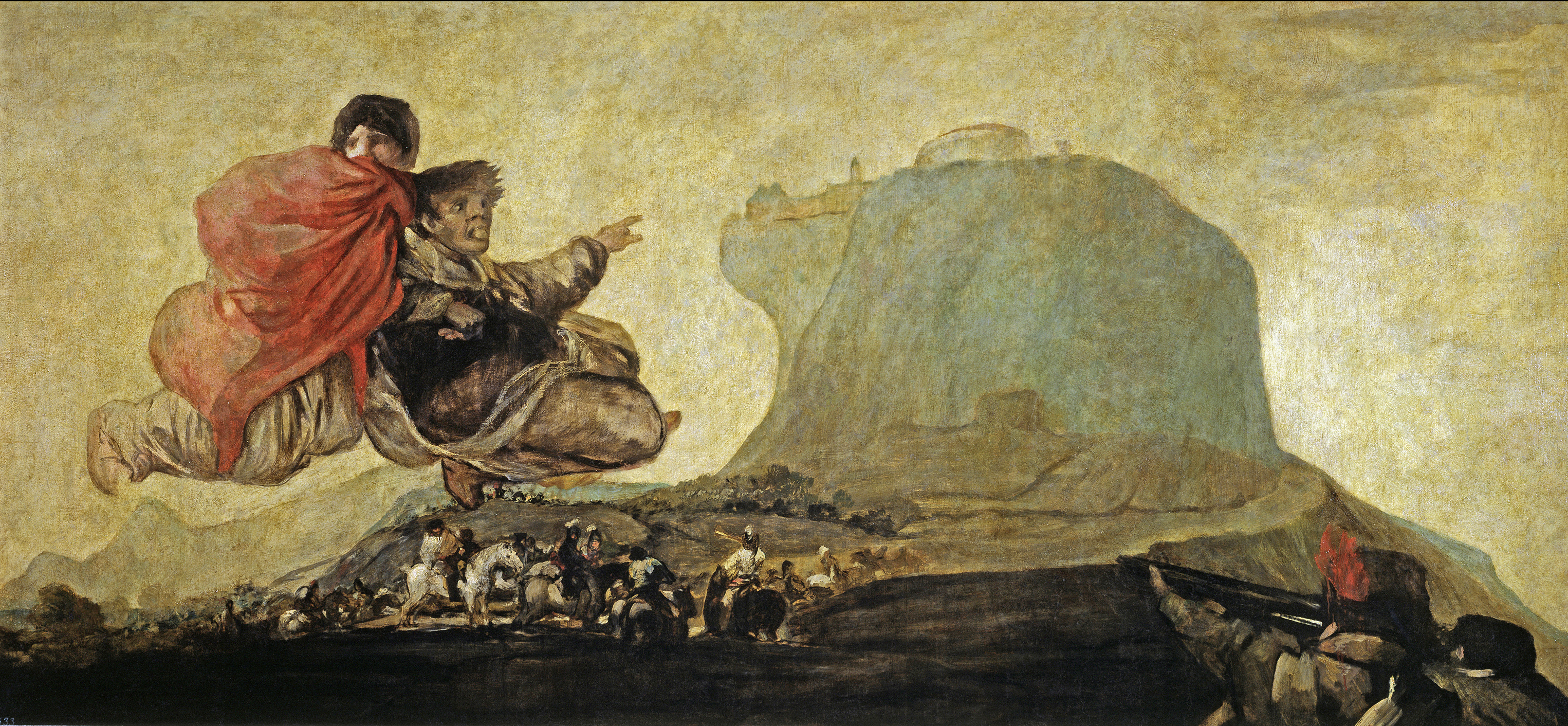
『アスモデウス』、ゴヤの「黒い絵」の一作
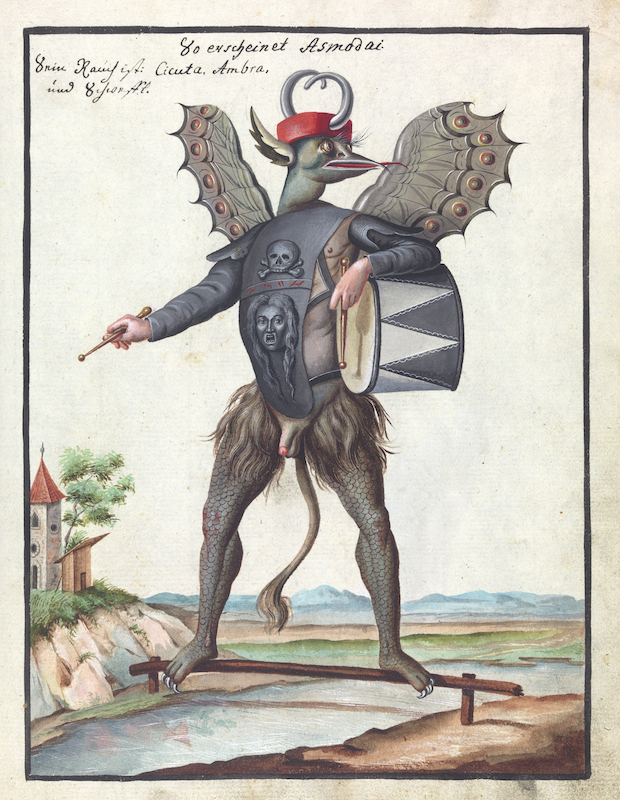
『この分野でもっとも有名な画家による魔術的芸術の希少な集大成』のアスモダイ